# حسین مظاهری
حسین مظاهری تیرانی (زادهٔ ۲۵ آبان ۱۳۱۲ تیران)، فقیه و محقق شیعه، عضو جامعه مدرسین حوزه علمیه قم، رئیس حوزه علمیه اصفهان و از مراجع تقلید شیعه است.
کنگره نکوداشت شخصیت وی ۲۵ آذر ۱۳۹۵ در اصفهان برگزار شد.

## زندگی
حسین مظاهری در سال ۱۳۱۲ خورشیدی در «تیران»، از شهرهای استان اصفهان در خانواده‌ای مذهبی و روحانی به‌دنیا آمد. با توجه به اعتقادات دینی پدرش، حسن مظاهری، او نیز به دین و حوزهٔ علمیه علاقه‌مند شد.

### تحصیلات حوزوی
وی با ورود به حوزهٔ علمیهٔ اصفهان دروس ادبیات را نزد جمال خوانساری و احمد مقدس، دروس سطح را نزد سید حسین خادمی، فیاض، سید عبدالحسین طیب، نورالدین اشنی، ادیب و مدرس و منظومه حاجی سبزواری را در نزد محمود مفید آموخت. با ورود به حوزهٔ علمیه قم، کتاب مکاسب و کفایةالاصول را نزد عبدالجواد جبل عاملی، مرعشی نجفی، مجاهدی، مرتضی حائری یزدی و سید محمدباقر سلطانی خواند و آنگاه بیش از هشت سال در دروس خارج فقه سید حسین طباطبایی بروجردی و ده سال در دروس خارج فقه و اصول سید روح‌الله خمینی و بیش از دوازده سال در دروس خارج فقه و اصول سید محمد محقق داماد حاضر شد. وی همچنین اسفار ملا صدرا، شفای بوعلی سینا و دروس تفسیری و اعتقادی را نزد سید محمدحسین طباطبائی فراگرفت.

### تدریس و تألیف
مظاهری در حوزه‌های علمیه علاوه بر دروس اخلاق به تدریس دروس مختلف فقهی، اصولی، فلسفی، اقتصاد اسلامی و… پرداخته است. او چندین بار، شرح منظومه، نهایةالحکمة و بخش‌هایی از اسفار اربعه را تدریس نموده و از سال ۱۳۵۶ تاکنون به تدریس دروس خارج فقه و اصول اشتغال داشته است. وی طی این سال‌ها بسیاری از ابواب فقهی ازجمله ولایت فقیه و همچنین بیش از پنج دوره کامل مباحث علم اصول فقه و یک دوره مبحث قواعد فقهیه را در حوزه علمیه قم و اصفهان تدریس کرده است. وی در زمینه فقه شیعی چندین کتاب تألیف کرده است.

### بازگشت به اصفهان
پس از درگذشت حسن صافی اصفهانی رئیس حوزه علمیه اصفهان، تعدادی از روحانیون اصفهان از مظاهری خواستند تا به اصفهان مهاجرت کند. مظاهری تصمیم‌گیری در این خصوص را منوط به نظر سید علی خامنه‌ای کرد.
پس از آن سید علی خامنه‌ای در نامه‌ای از او خواست تا به اصفهان مهاجرت کند.
مظاهری نیز در نامه‌ای دعوت خامنه‌ای را پذیرفت و در آذرماه ۱۳۷۴ به اصفهان بازگشت و مدیریت حوزه علمیه آن شهر را به عهده گرفت.

### فعالیت‌ها
وی در دوران فعالیتش در اصفهان در مسجد حکیم اصفهان مجالس سخنرانی عمومی داشت و همه روزه در مسجد امیرالمؤمنین بعد از نماز صبح تفسیر قرآن می‌گفت.

## اظهارات
او ترامپ، رئیس‌جمهور جدید آمریکا را فردی غریب و عجیب دانست و در آستانهٔ مراسم سالگرد پیروزی انقلاب اسلامی گفت: «ثواب شرکت در راهپیمایی، ثواب شهدایی است که این نظام را تا اینجا آورده‌اند.»
وی در ۲۰ اردیبهشت ۱۳۹۶ درس اخلاق خود در مدرسه صدر بازار اصفهان را در اعتراض به مطرح شدن بحث‌های سیاسی (اعتراض به دولت روحانی در مورد سند ۲۰۳۰ توسط یکی از طلاب در میانهٔ کلاس) تعطیل کرد.
وی در مورد ربا در بانک‌ها موضع‌گیری داشته است و در دیدار با وزیر اقتصاد خواهان حل شدن این مسئله در بانک‌ها شد.

## تألیفات
فقهی
1. الحاشیة علی العروة الوثقی.
2. توضیح المسائل.
3. مناسک حجّ.
4. ولایت فقیه و حکومت دینی.

اخلاقی
1. دراسات فی الاخلاق و شئون الحکمة العملیة.
2. عوامل کنترل غرایز در زندگی انسان.
3. جهاد با نفس.
4. اخلاق فرماندهی.
5. اخلاق در خانه.
6. اخلاق در اداره.
7. تربیت فرزند.
8. جبهه و جهاد اکبر.
9. خانواده در اسلام.
10. به سوی حق.
11. ویژگی‌های معلم خوب.
12. شرح و تفسیر اخلاقی دعای کمیل.
13. شرح و تفسیر اخلاقی دعای سحر.
14. شرح و تفسیر اخلاقی مناجات شعبانیه.

اقتصاد اسلامی
1. احکام اقتصادی در مورد زمین.
2. مقایسه‌ای بین سیستم‌های اقتصادی.
3. التوازن الاسلامی بین الدنیا و الآخرة (با همکاری خرازی، مصلحی، سلطانی و استادی).

اعتقادی
1. معارف اسلامی در سورهٔ یس.
2. معاد در قرآن.
3. الامامة و الولایة فی القرآن الحکیم (با همکاری محمدی گیلانی، مصباح یزدی و موسوی یزدی).
4. برنامهٔ زندگی.

در سایر زمینه‌ها
1. زندگانی چهارده معصوم.
2. الحکومة الاسلامیة فی احادیث الشیعة الامامیة (با همکاری خرازی، مصلحی، سلطانی و استادی).

وی همچنین در زمینه‌های دیگر اسلامی نیز تحقیقات و کتب فراوانی نگاشته که تاکنون به چاپ نرسیده است که از آن جمله می‌توان به تقریرات فقه و اصول استادان او، کتب و رساله‌های متعدد فقهی و اصولی، کتابی در علم رجال، کتاب ولایةالفقیه، دورة کامل اصول فقه، رسالة فی العرفان، رسالة فی المعاد، المالکیة فی الاسلام و… اشاره کرد.